# Ludmila Pavlicenco
Ludmila Mihailivna Pavlicenko (în ucraineană Людмила Михайлівна Павліченко; în rusă Людмила Михайловна Павличенко; Ludmila Mihailovna Pavlicenko; n. 12 iulie 1916 – d. 10 octombrie 1974) a fost o lunetistă sovietică din cel de-al doilea Război Mondial. Creditată cu 309 victime, ea este considerată cea mai de succes femeie lunetist din istorie.